# Hip-hop suisse

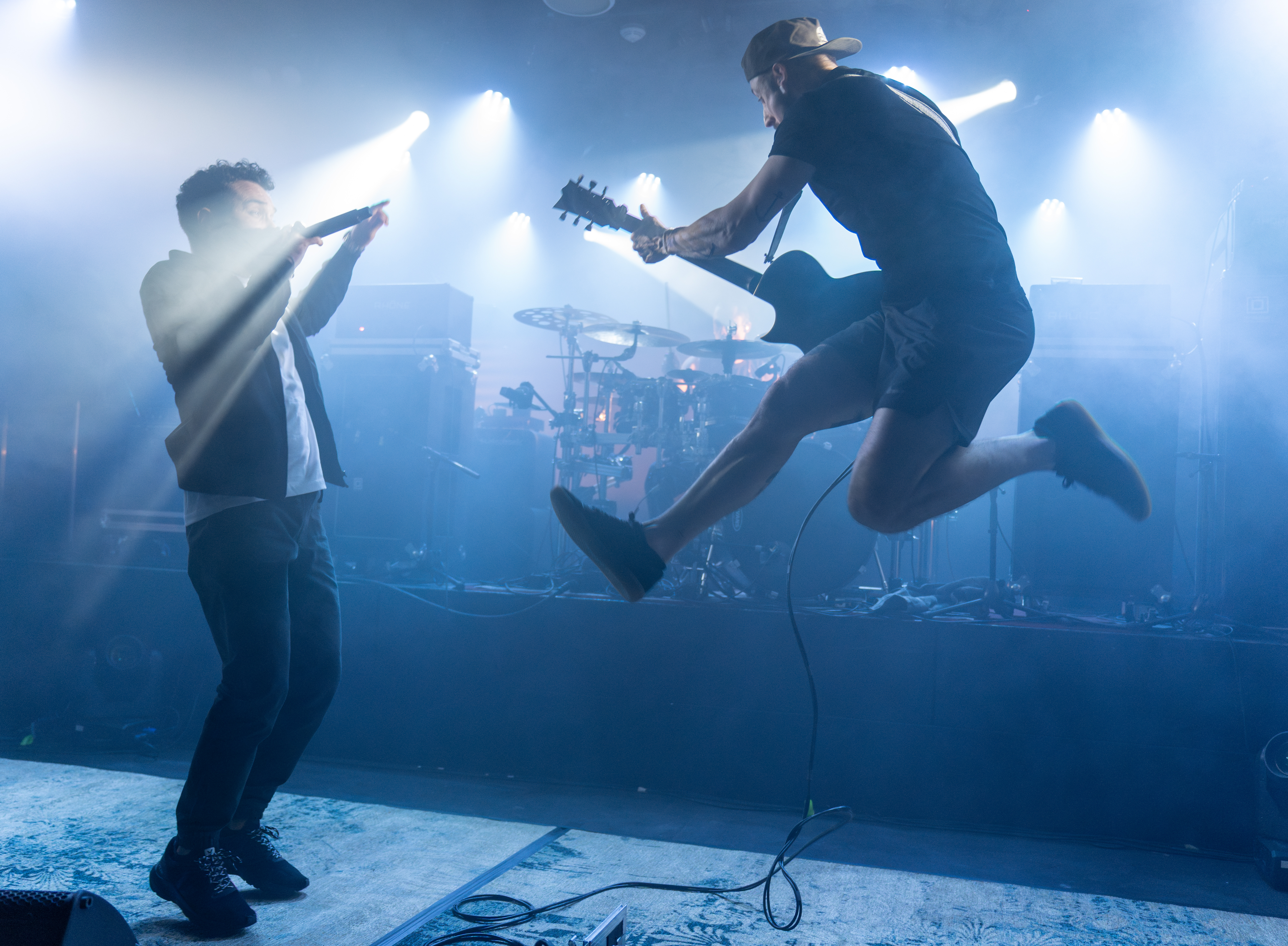
Le groupe suisse de hip-hop Rhône, en concert à Meyrin en 2024.

Le hip-hop suisse désigne l'histoire et la culture du hip-hop en Suisse, ayant émergé au début des années 1990.

## Histoire
Les premiers rappeurs suisses germanophones rappaient initialement en anglais. Ce n'est qu'après la publication de la chanson Murder by Dialect de P-27 en featuring avec Black Tiger, que les rappeurs commencent à rapper dans leur dialecte d'origine.
La langue devient le problème le plus récurrent dans la scène hip-hop suisse : comme le démontre Pascale Hofmeier, la création du « mundartrap » (dialect rap) a permis à la Suisse de développer une scène musicale unique, à cause des choix du langage. L'importance de la langue dans la scène hip-hop suisse peut également créer des tensions : les membres du groupe italophone Stoffunita résident en Suisse qu'ils considèrent comme leur pays, mais leur langue et leur manque de citoyenneté les classent comme « secondo », un terme utilisé pour décrire des individus de descendances étrangères nés en Suisse. Comme l'explique le journaliste Jeff Chang, cette façon systématique de différencier les Suisses des étrangers, comme c'est le cas pour Stoffunita, fait localement du hip-hop « une voix des opprimés. »
De 1997 à 2015 création du label Kobra Production à Lausanne par le Marseillais Daniel EWANE.
Kobra c'est : Le maxi le même combat Featuring : 3e Œil, Venin, Menzo ( Fonky Family ) de Marseille avec Nostra ( Lausanne ) et Double Pact ( Maxi vinyle distribution Kobra Production 97,98 )
- L'album CD Le Bout du Tunnel Featuring : Pit Bacardi, Nostra, Def Bond, Le Rat Luciano ( Fonky Family ) Daskoo ( Lausanne ) Dynamik ( Sens Unik ) Jedi ( X Men ), Kamilean ( Lausanne ) Distribution ( Rec-Rec 1998 )
- L'album Frontières Brisées Featuring : Opee aka Gianni Cigar de Genève, Deborah ( Sens Unik ) Double Pact, Jedi ( Time Bomb ) La Hana Club ( Lausanne ) 3e œil ( Marseille ) BO ( Lausanne ) Fonky Family ( Le Rat Luciano & Menzo ) distribution (Musisoft 1999 France )
- Opee première album Une vie & 4 saisons réalisé par Dj Khéops (IAM ) et Daniel EWANE ( Kobra Production ) en featuring : Psy 4 de la Rime premier titre du groupe sur un projet, Zoxea ( Sages poètes de la rue ) Carlos & Deborah ( Sens Unik ) et Jazn Galli ( Mafia Underground ) album produit et réalisé en partie à Marseille au studio " Sad Hill de Dj Kheops ( IAM ) distribution ( Musikvertrieb 1999)
- Signature de Opee en 2000 au Secteur ä / Emi France ( Arsenik, Minister Amer, Neg Marrons, Pit Bacardi, Doc Genyco, Passi, Stomy Bugsy) en 1999 en artiste et en édition pour 3 albums
- Second et première album de Opee chez Secteur A / Emi Ma Vision Featuring : Lord Kossity, Double Pact, Psy 4 de la rime ( Disque Office / Emi France / Secteur ä )
- Deux compilations nommées HHCH (2008) et HHCH vol.2 (2010) présente des groupes venant de tout la Suisse, les compilations sont produites par le label genevois Faya Records et regroupe des artistes tels que Evidenzia, Greis, Sistaya, Lyrikal Kartel, Mafia Gallega, Trip in, M.A.M, Tri Cani et bien d'autres[4],[5]

Un rapport de l'European Music Office note que la scène hip-hop suisse est « particulièrement innovante et avancée. »